# Temporada 2015-2016 del FC Barcelona

## Plantilla
La relació de jugadors de la plantilla del Barça la temporada 2015-16 és la següent:
| N. | Pos. | Nac. | Jugador             | Total | Total | Gamper | Gamper | Lliga | Lliga | Copa | Copa | Supercopa espanyola | Supercopa espanyola | Champions | Champions | Supercopa d'Europa | Supercopa d'Europa | Mundial de clubs | Mundial de clubs |
| N. | Pos. | Nac. | Jugador             | PJ    | Gols  | PJ     | Gols   | PJ    | Gols  | PJ   | Gols | PJ                  | Gols                | PJ        | Gols      | PJ                 | Gols               | PJ               | Gols             |
| -- | ---- | --- | ------------------- | ----- | ----- | ------ | ------ | ----- | ----- | ---- | ---- | ------------------- | ------------------- | --------- | --------- | ------------------ | ------------------ | ---------------- | ---------------- |
| 1  | POR  | [[Fitxer:Flag of Germany.svg\|23x15px\|border \|alt=Alemanya\|link=Selecció de futbol d'Alemanya\|{{#if:\|]]                    | Ter Stegen          | 27    | 0     | 1      | 0      | 7     | 0     | 7    | 0    | 1                   | 0                   | 10        | 0         | 1                  | 0                  | 0                | 0                |
| 2  | DEF  | [[Fitxer:Flag of Brazil.svg\|23x15px\|border \|alt=Brasil\|link=Selecció de futbol del Brasil\|{{#if:\|]]                       | Douglas             | 3     | 0     | 0      | 0      | 1     | 0     | 2    | 0    | 0                   | 0                   | 0         | 0         | 0                  | 0                  | 0                | 0                |
| 3  | DEF  | [[Fitxer:Flag of Catalonia.svg\|23x15px\|border \|alt=Catalunya\|link=Selecció de futbol de Catalunya\|{{#if:\|]]               | Piqué               | 45    | 5     | 1      | 0      | 30    | 2     | 5    | 2    | 1                   | 0                   | 7         | 1         | 1                  | 0                  | 2                | 0                |
| 4  | MIG  | [[Fitxer:Flag of Croatia.svg\|23x15px\|border \|alt=Croàcia\|link=Selecció de futbol de Croàcia\|{{#if:\|]]                     | Rakitić             | 56    | 10    | 1      | 1      | 36    | 7     | 6    | 0    | 2                   | 0                   | 10        | 2         | 1                  | 0                  | 2                | 0                |
| 5  | MIG  | [[Fitxer:Flag of Catalonia.svg\|23x15px\|border \|alt=Catalunya\|link=Selecció de futbol de Catalunya\|{{#if:\|]]               | Busquets            | 52    | 0     | 1      | 0      | 35    | 0     | 5    | 0    | 1                   | 0                   | 9         | 0         | 1                  | 0                  | 2                | 0                |
| 6  | DEF  | [[Fitxer:Flag of Brazil.svg\|23x15px\|border \|alt=Brasil\|link=Selecció de futbol del Brasil\|{{#if:\|]]                       | Alves               | 47    | 1     | 1      | 0      | 29    | 0     | 6    | 1    | 2                   | 0                   | 8         | 0         | 1                  | 0                  | 2                | 0                |
| 7  | MIG  | [[Fitxer:Flag of Turkey.svg\|23x15px\|border \|alt=Turquia\|link=Selecció de futbol de Turquia\|{{#if:\|]]                      | Arda                | 25    | 2     | 0      | 0      | 18    | 2     | 4    | 0    | 0                   | 0                   | 3         | 0         | 0                  | 0                  | 0                | 0                |
| 7  | DAV  | [[Fitxer:Flag of Spain.svg\|23x15px\|border \|alt=Espanya\|link=Selecció de futbol d'Espanya\|{{#if:\|]]                        | Pedro               | 4     | 1     | 1      | 0      | 0     | 0     | 0    | 0    | 2                   | 0                   | 0         | 0         | 1                  | 1                  | 0                | 0                |
| 8  | MIG  | [[Fitxer:Flag of Spain.svg\|23x15px\|border \|alt=Espanya\|link=Selecció de futbol d'Espanya\|{{#if:\|]]                        | Iniesta             | 43    | 1     | 1      | 0      | 28    | 1     | 4    | 0    | 2                   | 0                   | 7         | 0         | 1                  | 0                  | 2                | 0                |
| 9  | DAV  | [[Fitxer:Flag of Uruguay.svg\|23x15px\|border \|alt=Uruguai\|link=Selecció de futbol de l'Uruguai\|{{#if:\|]]                   | Suárez              | 52    | 53    | 1      | 0      | 35    | 39    | 4    | 5    | 2                   | 0                   | 9         | 8         | 1                  | 1                  | 2                | 5                |
| 10 | DAV  | [[Fitxer:Flag of Argentina.svg\|23x15px\|border \|alt=Argentina\|link=Selecció de futbol de l'Argentina\|{{#if:\|]]             | Messi               | 49    | 41    | 1      | 1      | 33    | 26    | 5    | 5    | 2                   | 1                   | 7         | 6         | 1                  | 2                  | 1                | 1                |
| 11 | DAV  | [[Fitxer:Flag of Brazil.svg\|23x15px\|border \|alt=Brasil\|link=Selecció de futbol del Brasil\|{{#if:\|]]                       | Neymar              | 49    | 33    | 1      | 1      | 34    | 25    | 5    | 4    | 0                   | 0                   | 9         | 3         | 0                  | 0                  | 1                | 0                |
| 12 | MIG  | [[Fitxer:Flag of Brazil.svg\|23x15px\|border \|alt=Brasil\|link=Selecció de futbol del Brasil\|{{#if:\|]]                       | Rafinha             | 12    | 2     | 1      | 0      | 6     | 1     | 1    | 0    | 1                   | 0                   | 2         | 0         | 1                  | 1                  | 0                | 0                |
| 13 | POR  | [[Fitxer:Flag of Chile.svg\|23x15px\|border \|alt=Xile\|link=Selecció de futbol de Xile\|{{#if:\|]]                             | Bravo               | 34    | 0     | 1      | 0      | 32    | 0     | 0    | 0    | 1                   | 0                   | 0         | 0         | 0                  | 0                  | 2                | 0                |
| 14 | DEF  | [[Fitxer:Flag of Argentina.svg\|23x15px\|border \|alt=Argentina\|link=Selecció de futbol de l'Argentina\|{{#if:\|]]             | Mascherano          | 50    | 0     | 1      | 0      | 32    | 0     | 6    | 0    | 2                   | 0                   | 8         | 0         | 1                  | 0                  | 2                | 0                |
| 15 | DEF  | [[Fitxer:Flag of Catalonia.svg\|23x15px\|border \|alt=Catalunya\|link=Selecció de futbol de Catalunya\|{{#if:\|]]               | Bartra              | 25    | 2     | 1      | 0      | 13    | 2     | 5    | 0    | 1                   | 0                   | 4         | 0         | 1                  | 0                  | 0                | 0                |
| 17 | DAV  | [[Fitxer:Flag of Spain.svg\|23x15px\|border \|alt=Espanya\|link=Selecció de futbol d'Espanya\|{{#if:\|]]                        | Munir               | 26    | 8     | 1      | 0      | 15    | 3     | 5    | 5    | 1                   | 0                   | 4         | 0         | 0                  | 0                  | 1                | 0                |
| 18 | DEF  | [[Fitxer:Flag of Catalonia.svg\|23x15px\|border \|alt=Catalunya\|link=Selecció de futbol de Catalunya\|{{#if:\|]]               | Jordi Alba          | 44    | 1     | 1      | 0      | 31    | 0     | 3    | 1    | 0                   | 0                   | 9         | 0         | 0                  | 0                  | 2                | 0                |
| 19 | DAV  | [[Fitxer:Flag of Spain.svg\|23x15px\|border \|alt=Espanya\|link=Selecció de futbol d'Espanya\|{{#if:\|]]                        | Sandro              | 20    | 3     | 1      | 0      | 10    | 0     | 4    | 3    | 2                   | 0                   | 3         | 0         | 0                  | 0                  | 1                | 0                |
| 20 | MIG  | [[Fitxer:Flag of Catalonia.svg\|23x15px\|border \|alt=Catalunya\|link=Selecció de futbol de Catalunya\|{{#if:\|]]               | Sergi Roberto       | 48    | 1     | 1      | 0      | 31    | 0     | 6    | 0    | 1                   | 0                   | 8         | 1         | 1                  | 0                  | 2                | 0                |
| 21 | DEF  | [[Fitxer:Flag of Brazil.svg\|23x15px\|border \|alt=Brasil\|link=Selecció de futbol del Brasil\|{{#if:\|]]                       | Adriano             | 18    | 1     | 0      | 0      | 8     | 0     | 6    | 0    | 1                   | 0                   | 3         | 1         | 0                  | 0                  | 1                | 0                |
| 22 | DEF  | [[Fitxer:Flag of Catalonia.svg\|23x15px\|border \|alt=Catalunya\|link=Selecció de futbol de Catalunya\|{{#if:\|]]               | Aleix Vidal         | 14    | 0     | 0      | 0      | 9     | 0     | 5    | 0    | 0                   | 0                   | 0         | 0         | 0                  | 0                  | 0                | 0                |
| 23 | DEF  | [[Fitxer:Flag of Belgium (civil).svg\|23x15px\|border \|alt=Bèlgica\|link=Selecció de futbol de Bèlgica\|{{#if:\|]]             | Vermaelen           | 20    | 1     | 1      | 0      | 10    | 1     | 5    | 0    | 1                   | 0                   | 3         | 0         | 0                  | 0                  | 1                | 0                |
| 24 | DEF  | [[Fitxer:Flag of France (1794–1815, 1830–1974).svg\|23x15px\|border \|alt=França\|link=Selecció de futbol de França\|{{#if:\|]] | Mathieu             | 34    | 0     | 1      | 0      | 21    | 0     | 7    | 0    | 1                   | 0                   | 3         | 0         | 1                  | 0                  | 1                | 0                |
| 25 | POR  | [[Fitxer:Flag of Catalonia.svg\|23x15px\|border \|alt=Catalunya\|link=Selecció de futbol de Catalunya\|{{#if:\|]]               | Masip               | 2     | 0     | 0      | 0      | 0     | 0     | 2    | 0    | 0                   | 0                   | 0         | 0         | 0                  | 0                  | 0                | 0                |
| 26 | MIG  | [[Fitxer:Flag of Catalonia.svg\|23x15px\|border \|alt=Catalunya\|link=Selecció de futbol de Catalunya\|{{#if:\|]]               | Samper              | 6     | 0     | 0      | 0      | 1     | 0     | 3    | 0    | 0                   | 0                   | 2         | 0         | 0                  | 0                  | 1                | 0                |
| 27 | MIG  | [[Fitxer:Flag of Spain.svg\|23x15px\|border \|alt=Espanya\|link=Selecció de futbol d'Espanya\|{{#if:\|]]                        | Cámara              | 2     | 0     | 0      | 0      | 0     | 0     | 1    | 0    | 0                   | 0                   | 1         | 0         | 0                  | 0                  | 0                | 0                |
| 28 | MIG  | [[Fitxer:Flag of Catalonia.svg\|23x15px\|border \|alt=Catalunya\|link=Selecció de futbol de Catalunya\|{{#if:\|]]               | Gumbau              | 8     | 0     | 0      | 0      | 3     | 0     | 2    | 0    | 0                   | 0                   | 3         | 0         | 0                  | 0                  | 0                | 0                |
| 30 | MIG  | [[Fitxer:Flag of Croatia.svg\|23x15px\|border \|alt=Croàcia\|link=Selecció de futbol de Croàcia\|{{#if:\|]]                     | Halilović           | 1     | 0     | 1      | 0      | 0     | 0     | 0    | 0    | 0                   | 0                   | 0         | 0         | 0                  | 0                  | 0                | 0                |
| 31 | DAV  | [[Fitxer:Flag of Catalonia.svg\|23x15px\|border \|alt=Catalunya\|link=Selecció de futbol de Catalunya\|{{#if:\|]]               | Aitor Cantalapiedra | 2     | 0     | 0      | 0      | 0     | 0     | 2    | 0    | 0                   | 0                   | 0         | 0         | 0                  | 0                  | 0                | 0                |
| 34 | MIG  | [[Fitxer:Flag of Cameroon.svg\|23x15px\|border \|alt=Camerun\|link=Selecció de futbol del Camerun\|{{#if:\|]]                   | Kaptoum             | 3     | 1     | 0      | 0      | 0     | 0     | 2    | 1    | 0                   | 0                   | 1         | 0         | 0                  | 0                  | 0                | 0                |
| 36 | DAV  | [[Fitxer:Flag of Spain.svg\|23x15px\|border \|alt=Espanya\|link=Selecció de futbol d'Espanya\|{{#if:\|]]                        | Dani Romera         | 0     | 0     | 0      | 0      | 0     | 0     | 0    | 0    | 0                   | 0                   | 0         | 0         | 0                  | 0                  | 0                | 0                |
| 37 | MIG  | [[Fitxer:Flag of Catalonia.svg\|23x15px\|border \|alt=Catalunya\|link=Selecció de futbol de Catalunya\|{{#if:\|]]               | Aleñá               | 0     | 0     | 0      | 0      | 0     | 0     | 0    | 0    | 0                   | 0                   | 0         | 0         | 0                  | 0                  | 0                | 0                |
| —  | MIG  | [[Fitxer:Flag of Spain.svg\|23x15px\|border \|alt=Espanya\|link=Selecció de futbol d'Espanya\|{{#if:\|]]                        | Denis               | 0     | 0     | 0      | 0      | 0     | 0     | 0    | 0    | 0                   | 0                   | 0         | 0         | 0                  | 0                  | 0                | 0                |
| —  | DEF  | [[Fitxer:Flag of Catalonia.svg\|23x15px\|border \|alt=Catalunya\|link=Selecció de futbol de Catalunya\|{{#if:\|]]               | Montoya             | 0     | 0     | 0      | 0      | 0     | 0     | 0    | 0    | 0                   | 0                   | 0         | 0         | 0                  | 0                  | 0                | 0                |
| —  | DEF  | [[Fitxer:Flag of Cameroon.svg\|23x15px\|border \|alt=Camerun\|link=Selecció de futbol del Camerun\|{{#if:\|]]                   | Song                | 0     | 0     | 0      | 0      | 0     | 0     | 0    | 0    | 0                   | 0                   | 0         | 0         | 0                  | 0                  | 0                | 0                |
| —  | DAV  | [[Fitxer:Flag of Catalonia.svg\|23x15px\|border \|alt=Catalunya\|link=Selecció de futbol de Catalunya\|{{#if:\|]]               | Tello               | 0     | 0     | 0      | 0      | 0     | 0     | 0    | 0    | 0                   | 0                   | 0         | 0         | 0                  | 0                  | 0                | 0                |

Els equips que disputen la lliga espanyola de futbol estan limitats a tenir en la plantilla un màxim de tres jugadors sense passaport de la Unió Europea. La llista inclou només la principal nacionalitat de cada jugador. Alguns jugadors no europeus tenen doble nacionalitat d'algun país de la UE:
- Dani Alves té passaport espanyol.
- Messi té passaport espanyol.
- Rafinha té passaport espanyol.
- Bravo té passaport espanyol.
- Javier Mascherano té passaport italià.
- Adriano Correia té passaport espanyol.

Font: FC Barcelona

### Altes
| N. | Pos. | Nac. | Jugador                                                             |
| -- | ---- | --- | ------------------------------------------------------------------- |
| —  | MIG  | [[Fitxer:Flag of Turkey.svg\|23x15px\|border \|alt=Turquia\|link=Selecció de futbol de Turquia\|{{#if:\|]]        | Arda Turan (Fitxat de l'Atlètic de Madrid per 34+7 milions d'euros) |
| —  | DEF  | [[Fitxer:Flag of Catalonia.svg\|23x15px\|border \|alt=Catalunya\|link=Selecció de futbol de Catalunya\|{{#if:\|]] | Aleix Vidal (Fitxat del Sevilla FC per 17 milions d'euros)          |
| —  | DAV  | [[Fitxer:Flag of Catalonia.svg\|23x15px\|border \|alt=Catalunya\|link=Selecció de futbol de Catalunya\|{{#if:\|]] | Gerard Deulofeu (Finalització cessió al Sevilla FC)                 |
| —  | DAV  | [[Fitxer:Flag of Morocco.svg\|23x15px\|border \|alt=Marroc\|link=Selecció de futbol del Marroc\|{{#if:\|]]        | Munir El Haddadi (Pujat del FC Barcelona B)                         |
| —  | DAV  | [[Fitxer:Flag of Spain.svg\|23x15px\|border \|alt=Espanya\|link=Selecció de futbol d'Espanya\|{{#if:\|]]          | Sandro Ramírez (Pujat del FC Barcelona B)                           |

### Baixes
| N. | Pos. | Nac. | Jugador                                                                                             |
| -- | ---- | --- | --------------------------------------------------------------------------------------------------- |
| 6  | MIG  | [[Fitxer:Flag of Catalonia.svg\|23x15px\|border \|alt=Catalunya\|link=Selecció de futbol de Catalunya\|{{#if:\|]] | Xavi Hernández (Rescissió de contracte, jugarà a l'Al Sadd)                                         |
| 2  | DEF  | [[Fitxer:Flag of Catalonia.svg\|23x15px\|border \|alt=Catalunya\|link=Selecció de futbol de Catalunya\|{{#if:\|]] | Martín Montoya (Cedit a l'Inter de Milà amb opció de compra al cap de 2 anys per 6 milions d'euros) |
| —  | DAV  | [[Fitxer:Flag of Catalonia.svg\|23x15px\|border \|alt=Catalunya\|link=Selecció de futbol de Catalunya\|{{#if:\|]] | Gerard Deulofeu (Traspassat a l'Everton FC per 6 milions d'euros amb opció de recompra)             |
| 7  | DAV  | [[Fitxer:Flag of Spain.svg\|23x15px\|border \|alt=Espanya\|link=Selecció de futbol d'Espanya\|{{#if:\|]]          | Pedro Rodríguez (Traspassat al Chelsea FC per 27 milions d'euros més tres de variables)             |

### Equip tècnic
- Entrenador:  Luis Enrique Martínez
  - Segon entrenador: Juan Carlos Unzué
  - Segon entrenador: Robert Moreno
  - Auxiliar tècnic: Joan Barbarà i Mata
  - Preparador físic: Rafel Pol
  - Psicòleg: Joaquín Valdés
  - Entrenador de porters: José Ramón de la Fuente
- Responsable de l'equip mèdic: Ramon Canal
  - Metge: Dr. Ricard Pruna
  - Recuperador: Juanjo Brau
  - Fisioterapeutes: Jaume Munill, Roger Gironès, David Álvarez
  - Podòleg: Martín Rueda
- Anàlisi tàctica i scouting: Àlex Garcia
- Encarregats de material: José Antonio Ibarz i Gabriel Galán
- Oficina d'Atenció al Jugador: Pepe Costa
- Entrenador del filial: Gerard López

## Resultats

### Gamper
| 5 d'agost de 2015 | Barça                                | 3-0 | Roma | Barcelona                                           |  |
| 22:00 CET Final   | Neymar 25' · Messi 40' · Rakitić 65' |     |      | Camp Nou · 94.422 espectadors · Estrada Fernández · |  |

### Lliga
| 23 d'agost de 2015   | Athletic | 0-1 | Barça      | Bilbao                                              |  |
| 18:30 CET 1a jornada |          |     | 53' Suárez | San Mamés · 44.772 espectadors · Del Cerro Grande · |  |

| 29 d'agost de 2015   | Barça         | 1-0 | Málaga | Barcelona                                     |  |
| 20:30 CET 2a jornada | Vermaelen 72' |     |        | Camp Nou · 80.812 espectadors · Jaime Latre · |  |

| 12 de setembre de 2015 | At. Madrid          | 1-2 | Barça                  | Madrid                                                |  |
| 20:30 CET 3a jornada   | Fernando Torres 51' |     | 54' Neymar · 76' Messi | Vicente Calderón · 51.690 espectadors · Mateu Lahoz · |  |

| 20 de setembre de 2015 | Barça                                    | 4-1 | Levante              | Barcelona                                            |  |
| 20:30 CET 4a jornada   | Bartra 49' · Neymar 55' · Messi 89', 60' |     | 65' Víctor Casadesús | Camp Nou · 74.383 espectadors · Fernández Borbalán · |  |

| 23 de setembre de 2015 | Celta                                           | 4-1 | Barça      | Vigo                                                                                |  |
| 20:00 CET 5a jornada   | Nolito 25' · Iago Aspas 29', 55' · Guidetti 82' |     | 79' Neymar | Balaídos · 23.311 espectadors · Fitxer:Flag of Euskal Herria.svg Undiano Mallenco · |  |

| 26 de setembre de 2015 | Barça           | 2-1 | UD Las Palmas      | Barcelona                                                                               |  |
| 16:00 CET 6a jornada   | Suárez 24', 53' |     | 87' Jonathan Viera | Camp Nou · 73.017 espectadors · Fitxer:Flag of Euskal Herria.svg De Burgos Bengoetxea · |  |

| 3 d'octubre de 2015  | Sevilla                      | 2-1 | Barça      | Sevilla                                              |  |
| 16:00 CET 7a jornada | Krohn-Dehli 51' · Iborra 57' |     | 73' Neymar | Sánchez Pizjuán · 39.374 espectadors · Gil Manzano · |  |

| 17 d'octubre de 2015 | Barça                                  | 5-2 | Rayo Vallecano                | Barcelona                                       |  |
| 20:30 CET 8a jornada | Neymar 68', 21', 70', 31' · Suárez 76' |     | 14' Javi Guerra · 85' Jozabed | Camp Nou · 73.805 espectadors · Pérez Montero · |  |

| 25 d'octubre de 2015 | Barça                                 | 3-1 | SD Eibar        | Barcelona                                          |  |
| 18:15 CET 9a jornada | Suárez 84', 21', 47' · Mascherano 83' |     | 9' Borja Bastón | Camp Nou · 76.622 espectadors · Del Cerro Grande · |  |

| 31 d'octubre de 2015  | Getafe CF | 0-2 | Barça                   | Getafe                                                           |  |
| 20:30 CET 10a jornada |           |     | 36' Suárez · 57' Neymar | Coliseum Alfonso Pérez · 10.009 espectadors · Martínez Munuera · |  |

| 8 de novembre de 2015 | Barça                                | 3-0 | Vila-real | Barcelona                                    |  |
| 16:00 CET 11a jornada | Neymar 59' · Suárez 69' · Neymar 84' |     |           | Camp Nou · 72.585 espectadors · Clos Gómez · |  |

| 21 de novembre de 2015 | R. Madrid | 0-4 | Barça                                      | Madrid                                                        |  |
| 18:15 CET 12a jornada  | Isco 84'  |     | 10', 73' Suárez · 38' Neymar · 52' Iniesta | Santiago Bernabéu · 80.148 espectadors · Fernández Borbalán · |  |

| 28 de novembre de 2015 | Barça                                    | 4-0 | R. Sociedad | Barcelona                                             |  |
| 16:00 CET 13a jornada  | Neymar 21', 52' · Suárez 40' · Messi 90' |     |             | Camp Nou · 74.020 espectadors · Iglesias Villanueva · |  |

| 5 de desembre de 2015 | Valencia       | 1-1 | Barça      | València                                      |  |
| 20:30 CET 14a jornada | Santi Mina 85' |     | 58' Suárez | Mestalla · 46.799 espectadors · Jaime Latre · |  |

| 12 de desembre de 2015 | Barça                   | 2-2 | Deportivo                              | Barcelona                                          |  |
| 16:00 CET 15a jornada  | Messi 38' · Rakitić 61' |     | 76' Lucas Pérez · 85' Álex Bergantiños | Camp Nou · 65.531 espectadors · Sánchez Martínez · |  |

| 30 de desembre de 2015 | Barça                                               | 4-0 | Betis | Barcelona                                                                          |  |
| 20:30 CET 17a jornada  | Westermann 28' (p.p.) · Messi 32' · Suárez 82', 45' |     |       | Camp Nou · 81.977 espectadors · Fitxer:Flag of Euskal Herria.svg Bikandi Garrido · |  |

| 2 de gener de 2016    | Espanyol | 0-0 | Barça | Cornellà de Llobregat                                   |  |
| 16:00 CET 18a jornada |          |     |       | RCDE Stadium · 24.203 espectadors · González González · |  |

| 9 de gener de 2016    | Barça                           | 4-0 | Granada | Barcelona                                          |  |
| 16:00 CET 19a jornada | Messi 7', 13', 57' · Neymar 82' |     |         | Camp Nou · 69.091 espectadors · Velasco Carballo · |  |

| 17 de gener de 2016   | Barça                                                      | 6-0 | Athletic   | Barcelona                                     |  |
| 20:30 CET 20a jornada | Messi 6' · Neymar 30' · Suárez 81', 68', 46' · Rakitić 61' |     | 3' Iraizoz | Camp Nou · 66.234 espectadors · Mateu Lahoz · |  |

| 23 de gener de 2016   | Málaga          | 1-2 | Barça                | Màlaga                                          |  |
| 16:00 CET 21a jornada | Juanpi Añor 31' |     | 1' Munir · 50' Messi | La Rosaleda · 27.559 espectadors · Clos Gómez · |  |

| 30 de gener de 2016   | Barça                  | 2-1 | At. Madrid                            | Barcelona                                                                           |  |
| 16:00 CET 22a jornada | Messi 29' · Suárez 37' |     | 9' Koke · 43' Filipe Luís · 64' Godín | Camp Nou · 93.011 espectadors · Fitxer:Flag of Euskal Herria.svg Undiano Mallenco · |  |

| 7 de febrer de 2016   | Levante | 0-2 | Barça                                 | València                                                  |  |
| 12:00 CET 23a jornada |         |     | 20' (p.p.) David Navarro · 90' Suárez | Ciutat de València · 22.638 espectadors · Pérez Montero · |  |

| 14 de febrer de 2016  | Barça                                                       | 6-1 | Celta        | Barcelona                                             |  |
| 20:30 CET 24a jornada | Messi 27' · Suárez 74', 80', 58' · Rakitić 84' · Neymar 90' |     | 38' Guidetti | Camp Nou · 72.580 espectadors · Hernández Hernández · |  |

| 17 de febrer de 2016  | Sporting          | 1-3 | Barça                       | Gijón                                                                                     |  |
| 18:30 CET 16a jornada | Carlos Castro 26' |     | 24', 30' Messi · 66' Suárez | El Molinón · 28.140 espectadors · Fitxer:Flag of Euskal Herria.svg De Burgos Bengoetxea · |  |

| 20 de febrer de 2016  | UD Las Palmas   | 1-2 | Barça                  | Las Palmas de Gran Canaria                             |  |
| 16:00 CET 25a jornada | Willian José 9' |     | 5' Suárez · 38' Neymar | Gran Canaria · 26.951 espectadors · Del Cerro Grande · |  |

| 28 de febrer de 2016  | Barça                 | 2-1 | Sevilla    | Barcelona                                     |  |
| 20:30 CET 26a jornada | Messi 30' · Piqué 47' |     | 19' Vitolo | Camp Nou · 77.837 espectadors · Jaime Latre · |  |

| 3 de març de 2016     | Rayo Vallecano                                | 1-5 | Barça                                        | Madrid                                                                             |  |
| 21:00 CET 27a jornada | Diego Llorente 41' · Manucho 56' · Iturra 66' |     | 21' Rakitić · 22', 71', 52' Messi · 85' Arda | Vallecas · 13.775 espectadors · Fitxer:Flag of Euskal Herria.svg Bikandi Garrido · |  |

| 6 de març de 2016     | SD Eibar | 0-4 | Barça                                  | Eibar                                                                            |  |
| 16:00 CET 28a jornada |          |     | 7' Munir · 41', 75' Messi · 83' Suárez | Ipurua · 5.941 espectadors · Fitxer:Flag of Euskal Herria.svg Undiano Mallenco · |  |

| 12 de març de 2016    | Barça                                                                         | 6-0 | Getafe CF | Barcelona                                       |  |
| 16:00 CET 29a jornada | Juan Rodríguez 7' (p.p.) · Messi 40' · Munir 18' · Neymar 50', 31' · Arda 56' |     |           | Camp Nou · 85.862 espectadors · Pérez Montero · |  |

| 20 de març de 2016    | Vila-real                        | 2-2 | Barça                    | Vila-real                                             |  |
| 16:00 CET 30a jornada | Bakambu 56' · Mathieu 62' (p.p.) |     | 20' Rakitić · 40' Neymar | El Madrigal · 24.398 espectadors · Sánchez Martínez · |  |

| 2 d'abril de 2016     | Barça     | 1-2 | R. Madrid                                              | Barcelona                                             |  |
| 20:30 CET 31a jornada | Piqué 55' |     | 61' Benzema · 82' Sergio Ramos · 84' Cristiano Ronaldo | Camp Nou · 98.902 espectadors · Hernández Hernández · |  |

| 9 d'abril de 2016     | R. Sociedad  | 1-0 | Barça | Sant Sebastià                                       |  |
| 20:30 CET 32a jornada | Oyarzabal 4' |     |       | Anoeta · 27.895 espectadors · Iglesias Villanueva · |  |

| 17 d'abril de 2016    | Barça     | 1-2 | Valencia                            | Barcelona                                            |  |
| 20:30 CET 33a jornada | Messi 62' |     | 25' (p.p.) Rakitić · 45' Santi Mina | Camp Nou · 86.903 espectadors · Fernández Borbalán · |  |

| 20 d'abril de 2016    | Deportivo | 0-8 | Barça                                                                         | La Corunya                                                                            |  |
| 20:00 CET 34a jornada |           |     | 10', 52', 23', 63' Suárez · 46' Rakitić · 72' Messi · 78' Bartra · 80' Neymar | Riazor · 28.956 espectadors · Fitxer:Flag of Euskal Herria.svg De Burgos Bengoetxea · |  |

| 23 d'abril de 2016    | Barça                                              | 6-0 | Sporting    | Barcelona                                    |  |
| 20:30 CET 35a jornada | Messi 12' · Suárez 73', 76', 62' · Neymar 85', 87' |     | 84' Vranješ | Camp Nou · 75.882 espectadors · Clos Gómez · |  |

| 30 d'abril de 2016    | Betis          | 0-2 | Barça                    | Sevilla                                                |  |
| 20:30 CET 36a jornada | Westermann 35' |     | 49' Rakitić · 80' Suárez | Benito Villamarín · 44.015 espectadors · Mateu Lahoz · |  |

| 8 de maig de 2016     | Barça                                                 | 5-0 | Espanyol | Barcelona                                     |  |
| 17:00 CET 37a jornada | Messi 7' · Suárez 51', 60' · Rafinha 73' · Neymar 82' |     |          | Camp Nou · 89.453 espectadors · Gil Manzano · |  |

| 14 de maig de 2016    | Granada | 0-3 | Barça                | Granada                                                         |  |
| 17:00 CET 38a jornada |         |     | 21', 37', 85' Suárez | Nuevo Los Cármenes · 21.692 espectadors · Hernández Hernández · |  |

### Copa
| 28 d'octubre de 2015   | Villanovense | 0-0 | Barça | Villanueva de la Serena                                                                         |  |
| 20:30 CET Anada de 16s |              |     |       | Municipal Villanovense · 8.000 espectadors · Fitxer:Flag of Euskal Herria.svg Prieto Iglesias · |  |

| 2 de desembre de 2015    | Barça                                            | 6-1 | Villanovense          | Barcelona                                       |  |
| 20:00 CET Tornada de 16s | Alves 3' · Sandro 68', 30', 20' · Munir 50', 75' |     | 28' Juanfran Guarnido | Camp Nou · 67.703 espectadors · Pérez Montero · |  |

| 6 de gener de 2016    | Barça                                   | 4-1 | Espanyol                                      | Barcelona                                          |  |
| 20:30 CET Anada de 8s | Messi 12', 43' · Neymar 87' · Piqué 48' |     | 9' Caicedo · 71' Hernán Pérez · 74' Pape Diop | Camp Nou · 76.667 espectadors · Martínez Munuera · |  |

| 13 de gener de 2016     | Espanyol | 0-2 | Barça          | Cornellà de Llobregat                                    |  |
| 21:00 CET Tornada de 8s |          |     | 31', 87' Munir | RCDE Stadium · 20.843 espectadors · Fernández Borbalán · |  |

| 20 de gener de 2016   | Athletic   | 1-2 | Barça                  | Bilbao                                               |  |
| 21:00 CET Anada de 4s | Aduriz 88' |     | 17' Munir · 24' Neymar | San Mamés · 53.000 espectadors · González González · |  |

| 27 de gener de 2016     | Barça                               | 3-1 | Athletic           | Barcelona                                             |  |
| 21:30 CET Tornada de 4s | Suárez 52' · Piqué 80' · Neymar 90' |     | 11' Iñaki Williams | Camp Nou · 63.405 espectadors · Hernández Hernández · |  |

| 3 de febrer de 2016      | Barça                                          | 7-0 | València CF | Barcelona                                             |  |
| 21:00 CET Anada de semis | Suárez 11', 87', 6', 82' · Messi 73', 28', 58' |     | 45' Mustafi | Camp Nou · 60.635 espectadors · Iglesias Villanueva · |  |

| 10 de febrer de 2016       | València CF | 1-1 | Barça       | València                                           |  |
| 21:00 CET Tornada de semis | Negredo 38' |     | 83' Kaptoum | Mestalla · 16.296 espectadors · Velasco Carballo · |  |

| 22 de maig de 2016 | Barça                                         | 2-0 | Sevilla                      | Madrid                                                     |  |
| 21:30 CET Final    | Mascherano 35' · Jordi Alba 97' · Neymar 120' |     | 88' Banega 120' Dani Carriço | Vicente Calderón · 54.907 espectadors · Del Cerro Grande · |  |

### Lliga de Campions

#### Fase de Grups
| 16 de setembre de 2015 | Roma         | 1–1     | FC Barcelona | Roma                                                          |  |
| 20:45 CET Jornada 1    | Florenzi 31' | Informe | 21' Suárez   | Estadi Olímpic de Roma · 57.836 espectadors · Björn Kuipers · |  |

| 29 de setembre de 2015 | FC Barcelona             | 2–1     | Bayer Leverkusen | Barcelona                                         |  |
| 20:45 CET Jornada 2    | Roberto 80' · Suárez 82' | Informe | 22' Papadopoulos | Camp Nou · 68.694 espectadors · Martin Atkinson · |  |

| 20 d'octubre de 2015 | BATE Borisov | 0–2     | FC Barcelona     | Baríssau                             |  |
| 20:45 CET Jornada 3  |              | Informe | 48', 64' Rakitić | Barysaŭ-Arėna · 13.074 espectadors · |  |

| 4 de novembre de 2015 | FC Barcelona                      | 3–0     | BATE Borisov | Barcelona                       |  |
| 20:45 CET Jornada 4   | Neymar 30' (p.), 83' · Suárez 60' | Informe |              | Camp Nou · 68.502 espectadors · |  |

| 24 de novembre de 2015 | FC Barcelona                                               | 6–1     | Roma        | Barcelona                                      |  |
| 20:45 CET Jornada 5    | Suárez 15', 44' · Messi 18', 60' · Piqué 56' · Adriano 77' | Informe | 90+1' Džeko | Camp Nou · 71.433 espectadors · Cüneyt Çakır · |  |

| 9 de desembre de 2015 | Bayer Leverkusen | 1–1     | FC Barcelona | Leverkusen                                         |  |
| 20:45 CET Jornada 6   | Hernández 23'    | Informe | 20' Messi    | BayArena · 29.412 espectadors · Mark Clattenburg · |  |

#### Fase Final
| 23 de febrer de 2016                | Arsenal FC | 0–2     | FC Barcelona        | Londres                                                |  |
| 20:45 CET Vuitens de final - Andada |            | Informe | 71', 83' (p.) Messi | Emirates Stadium · 59.889 espectadors · Cüneyt Çakır · |  |

| 16 de febrer de 2016                | FC Barcelona                        | 3–1 (Total: 5–1) | Arsenal FC | Barcelona                                           |  |
| 20:45 CET Vuitens de final -Tornada | Neymar 18' · Suárez 65' · Messi 88' | Informe          | 51' Elneny | Camp Nou · 76.092 espectadors · Serguei Karassiov · |  |

| 5 d'abril de 2016                  | FC Barcelona    | 2–1     | Atlètic Madrid | Barcelona                                     |  |
| 20:45 CET Quarts de final - Andada | Suárez 63', 74' | Informe | 25' Torres     | Camp Nou · 88.534 espectadors · Felix Brych · |  |

| 13 d'abril de 2016                  | Atlètic Madrid          | 2–0 (Total: 3–2) | FC Barcelona | Madrid                                                          |  |
| 20:45 CET Quarts de final - Tornada | Griezmann 36', 88' (p.) | Informe          |              | Estadi Vicente Calderón · 52.851 espectadors · Nicola Rizzoli · |  |

### Supercopa d'Espanya
| 14 d'agost de 2015 | Athletic Club                            | 4–0     | FC Barcelona | Bilbao                                                                   |  |
| 22:00 CEST Anada   | San José 13' · Aduriz 53', 60', 67' (p.) | Informe |              | Estadi de San Mamés · 40.000 espectadors · José Luis González González · |  |

| 17 d'agost de 2015 | FC Barcelona | 1–1 (Total: 1–5) | Athletic Club | Barcelona                                                 |  |
| 22:00 CEST Tornada | Messi 43'    | Informe          | 73' Aduriz    | Camp Nou · 88.834 espectadors · Carlos Velasco Carballo · |  |

### Supercopa d'Europa
| 11 d'agost de 2015 | FC Barcelona                                          | 5–4     | Sevilla                                                    | Tbilissi                                                       |  |
| 20:45 CEST         | Messi 7', 16' · Rafinha 44' · Suárez 52' · Pedro 115' | Informe | 3' Banega · 57' Reyes · 72' (p.) Gameiro · 81' Konoplianka | Estadi Borís Paitxadze · 51.490 espectadors · William Collum · |  |

### Mundial de clubs
| 17 de desembre de 2015 | Barça                | 3-0 | Guangzhou | Yokohama                                                        |  |
| 11:30 CET Semifinals   | Suárez 38', 49', 66' |     |           | Internacional de Yokohama · 63.870 espectadors · Joel Aguilar · |  |

| 20 de desembre de 2015 | Barça                       | 3-0 | River Plate | Yokohama                                                           |  |
| 11:30 CET Final        | Messi 35' · Suárez 48', 67' |     |             | Internacional de Yokohama · 66.853 espectadors · Alireza Faghani · |  |